# Васудев, Джагги
Джа́гги Ва́судев (англ. Jaggi Vasudev, хинди जग्गी वासुदेव, канн. ಜಗ್ಗಿ ವಾಸುದೇವ್), более известный как Садхгуру (англ. Sadhguru; род. 3 сентября 1957, Майсур) — индийский йогин и мистик. Основатель благотворительного Фонда Иша, который проводит программы йоги по всему миру.

## Ранние годы
Джагги Васудев родился 3 сентября 1957 года в городе Майсур (штат Карнатака, Индия) под именем Джагадиш Васудев и был самым младшим ребёнком из четырёх детей — в семье было двое мальчиков и две девочки. Его отец был офтальмологом в Indian Railways, поэтому его семья часто переезжала. В возрасте двенадцати лет Джагги начал практиковать йогу, в частности асаны и пранаяму, под опекой Рагхавендры Рао, более широко известного под именем Малладихалли Свами. Малладихалли Свами научил его последовательности простых асан, которые тот регулярно практиковал. По словам Садхгуру, «без единого дня пропуска практики, эта последовательность асан привела меня к очень глубокому опыту в более поздние годы».
Садхгуру очень часто пропускал школу, сбегая в джунгли на несколько дней, и никогда не проявлял интереса к обучению. В Майсорском университете он получил степень бакалавра по английской литературе. В годы обучения Садхгуру проявил интерес к путешествиям и мотоциклам.

## Опыт просветления
В возрасте двадцати пяти лет, 23 сентября 1982 года, к Джагги пришло глубокое духовное переживание, которому было суждено изменить его будущую жизнь. Садхгуру описывает, как однажды отправился на холмы Чамунди в Майсуре и сел на вершине скалы с открытыми глазами. Неожиданно он перестал чувствовать границы тела и ощутил единство со всем, что его окружало. По его словам, он не мог отличить, где он, а где нет. Всё вокруг — скалы, деревья, землю — он воспринимал частью себя. Он думал, что прошло 10—15 минут, но когда он вернулся к своему нормальному состоянию, прошло около четырёх—пяти часов, уже стемнело. Он не знал, было ли это галлюцинацией, но в последующие дни это состояние повторялось и каждый раз оставляло его в состоянии непередаваемого блаженства. Этот эпизод полностью изменил его жизнь. Джагги принял решение посвятить свою жизнь тому, чтобы разделить этот опыт и постараться дать людям возможность приблизиться к их божественной природе.
В 1983 году он провёл свой первый урок йоги для семи человек в Майсуре.
Со временем он начал вести уроки йоги, передвигаясь между селениями, где проводились уроки, на своём мотоцикле.
Он жил за счёт своей птицефермы и отказывался от оплаты за свои занятия. Обычной практикой для него было пожертвовать собранные от его учеников деньги на местную благотворительность.

## Духовная деятельность
В 1994 году Джагги Васудев провёл первую программу в помещении только что основанного Иша Йога Центра, где он описал Дхьяналингам. Дхьяналингам — это йогический храм и место для медитации, и посвящение себя его созданию, по словам Садхгуру, было миссией его жизни, которую возложил на него его гуру. В 1996 году каменное здание прибыло в ашрам. Спустя 3 года работы, Дхьяналингам был построен 23 июня 1999 года и открыт для публики 23 ноября.
Дхьяналингам предлагает пространство для медитации, которое не приписано к определённой вере. Двадцатитрёхметровый купол, построенный без стали и бетона, покрывает святыню. Лингам высотой более четырёх метров сделан из чёрного гранита. У переднего входа расположен Sarva Dharma Sthamba со скульптурным рельефом и символами индуизма, ислама, христианства, сикхизма, джайнизма, даосизма, зороастризма, иудаизма, буддизма и синтоизма.
Был женат (1984). Жена — Виджи. У Джагги Васудева есть дочь — Радхе Джагги.

## Критика
Джагги Васудева критикуют за то, что он разделяет идеологию индуистского национализма (хиндутву) партии Бхаратия джаната парти и за то, что он занимает «нетерпимую националистическую» позицию в своих выступлениях в СМИ. Он выступает за полный запрет на убой коров и характеризует эпоху мусульманского правления в Индии как «деспотическую оккупацию», которая была намного хуже британского владычества. Васудев также высказался в пользу авиаудара Балакота в 2019 году, введения всеобъемлющего налога на товары и услуги и Закона о гражданстве (поправка) 2019 года, осуждая протесты Тотукуди как угрозу для промышленности. Васудев обвиняет левых либералов в пособничестве и подстрекательстве боевиков в Кашмире и предлагает посадить за решетку Канхайю Кумар и Умар Халид, известные своей причастностью к мятежу JNU. Его понимание политики и истории неоднократно подвергалось критике.
Васудева также обвиняли в пропаганде лженауки и искажении науки. Он пропагандирует утверждение, не подкреплённое наукой, о том, что приготовленная пища, потребляемая во время лунных затмений, истощает праническую энергию человеческого тела. Он также увековечивает многочисленные мифы о клинической депрессии и выступает против потенциального запрета на использование ртути в традиционной индийской медицине, несмотря на чрезвычайную токсичность этого вещества. Его взгляды на Бозон Хиггса и предполагаемые преимущества вибхути были отвергнуты как недоказанные наукой.